# Antonio Magdaleno Alegría
Antonio Magdaleno Alegría (Pamplona, Navarra, 10 de octubre de 1976), también conocido como Toni Magdaleno, es un profesor universitario y político español que actualmente ejerce como senador electo por la circunscripción de Navarra. Dentro del Partido Socialista de Navarra, es secretario ejecutivo de Universidades de la Comisión Ejecutiva Regional del PSN-PSOE.

## Biografía
Antonio Magdaleno nació en la ciudad de Pamplona en 1976. Se licenció en Derecho en 1999 y obtuvo el doctorado en 2005, ambas titulaciones por la Universidad Pública de Navarra. Su carrera académica la ha desarrollado en Cantabria, donde es profesor titular de Derecho Constitucional en la Universidad de Cantabria y profesor-tutor del centro asociado a la UNED en esa comunidad.
Empezó su carrera política desde joven, afiliándose al PSOE en 1996 y siendo concejal del Ayuntamiento de Barañáin entre 1999 y 2003. Fue en el puesto treinta en las listas socialistas al Parlamento Europeo en las elecciones de 2009, no consiguiendo escaño.
En el ámbito nacional, fue cabeza de lista por el PSOE al Senado en las elecciones generales de 2015 y 2016 por la circunscripción de Navarra, quedándose fuera del reparto de escaños en ambas ocasiones. Repitió como cabeza de lista socialista al Senado en las elecciones generales de abril de 2019, consiguiendo escaño. Ya como senador, Magdaleno fue designado por el grupo socialista como miembro suplente de la Diputación Permanente del Senado y como miembro de las comisiones de Interior, de Asuntos Iberomamericanos, de Peticiones, de Reglamento y Constitucional, siendo elegido presidente de esta última. 
Tras la repetición electoral en noviembre de 2019, se mantuvo como suplente en la Diputación Permanente, presidente de la Comisión Constitucional así como miembro de la Comisión de Interior y Reglamento, siendo también vocal de las comisiones de Ciencia, Innovación y Universidades; General de las Comunidades Autónomas y de Transportes, Movilidad y Agenda Urbana.
Fue reelegido en las elecciones generales de 2023 siendo designado como Portavoz del grupo socialista en la Comisión Constitucional, Viceportavoz en la comisión conjunta de las comisiones constitucional y de justicia y vocal en las comisiones de justicia, reglamento, ciencia, innovación y universidades y en la comisión de investigación sobre la gestión del presidente del CIS.